# Bruny Surin
Bruny Surin, född 12 juli 1967 i Cap-Haïtien (Haiti), är en före detta kanadensisk friidrottare (sprinter). År 1975 lämnade Surin hemlandet Haiti tillsammans med sin familj och bosatte sig, precis som många andra haitier, i den fransktalande Québecprovinsen i Kanada. Surin var aktiv under 1990-talet och avslutade sin karriär i och med världsmästerskapen 2001. Surin var en aktiv del i den kanadensiska sprinterelit som tog över efter Ben Johnsons sorti. Surin var med i det kanadensiska lag som vann såväl olympiskt guld på 4 x 100 meter vid OS i Atlanta som VM-guld 1995 och 1997. Individuellt blev det två silvermedaljer på 100 meter. 

## Karriär
Surin inledde sin internationella karriär som längdhoppare, han placerade sig på femtonde plats såväl vid Panamerikanska spelen 1987 som OS 1988. I Samväldesspelen 1990 vann Surin bronsmedaljen på 100 meter bakom Englands Linford Christie och Nigerias Davidson Ezinwa medan han fick nöja sig med en sjundeplats i längdhoppstävlingen. Året efter nådde Surin finalen på 100 meter vid VM i Tokyo. Finalen utvecklade sig till det bästa loppet på distansen genom tiderna; de sex främsta löparna noterade alla personliga rekord och underskred 10 sekunder (vilket varken skett före eller efter den tävlingen), främst av dem alla var Carl Lewis som noterade världsrekord med 9,86. Den unge Surin slutade på åttonde och sista plats men var sannerligen en erfarenhet rikare efter loppet.
Till Stuttgart-VM 1993 hade Surin definitivt etablerat sig som en av världens främsta sprinters och var Kanadas nummer ett på 100 meter. I den individuella finalen blev Surin femte man i mål (ånyo segrade Linford Christie). I stafetten löpte Surin tredjesträckan i det kanadensiska lag som noterade nationsrekord med 37,83 och vann bronset bakom Förenta Staterna och Storbritannien.
Vid Samväldesspelen 1994 hemma i Victoria misslyckades Surin individuellt men var en del av det kanadensiska guldlaget på 4x100 meter. Kanadensarna vann på tiden 38,39 före Australien 38,88 och England 39,39.
VM i Göteborg 1995 dominerades fullkomligt av Surin och landsmannen Donovan Bailey. Bailey vann 100 meter på 9,97 före Surin som noterade 10,03. Stafetten vann kanadensarna ganska enkelt på 38,31 före Australien (38,50) och Italien (39,07) sedan favoriten Förenta Staterna växlat bort sig redan i försökstävlingen. I OS 1996 försvann Surin redan i semifinalen på 100 meter medan Bailey vann finalen på nya världsrekordtiden 9,84; Surin fick nu definitivt nöja sig med att stå i Baileys skugga. I stafetten var hemmanationen Förenta Staterna favorit, trots Baileys världsrekord och trots kanadensarnas triumfer i grenen tidigare år (dock utan amerikanernas medverkan i finalloppen). Firma Surin/Bailey etablerade emellertid genom finalen Kanada som världens otvivelaktiga främsta sprintnation då de tillsammans med Robert Esmie och Glenroy Gilbert krossade den bittra rivalen Förenta Staterna på deras egen hemmaplan. Kanadensarna vann guldet på tiden 37,69 – den bästa tiden någonsin av ett annat land än Förenta Staterna – 36 hundradelar bättre än amerikanernas silvertid.
I VM i Aten 1997 vann Kanada ånyo stafetten överlägset, denna gång före Nigeria och Storbritannien (amerikanerna försvann i försökstävlingen). Individuellt blev Surin sjunde man på tiden 10,12, fortsatt i skuggan av Bailey (som vann silvret). Två år senare var dock Surin i bättre slag än någonsin tidigare. I VM-finalen i Sevilla tangerade Surin Baileys kanadensiska rekord på 9,84 (amerikanen Maurice Greene innehade nu världsrekordet). Tiden 9,84 räckte till silver bakom Greene som vann på 9,80. Surin försvann sedan i semifinalen i OS 2000 i Sydney och tvingades till följd av skada lämna hemma-VM 2001 i rullstol.

## Medaljer
Guld
- OS 1996 4x100 meter (Kanada: Esmie, Gilbert, Surin och Bailey, 37,69 Samväldesrekord/NR)
- VM 1995 4x100 meter (Kanada: Bailey, Esmie, Gilbert och Surin, 38,31)
- VM 1997 4x100 meter (Kanada: Esmie, Gilbert, Surin och Bailey, 37,86)
- Samväldesspelen 1994 4x100 meter (Kanada 38,39)

Silver
- VM 1995: 100 meter (10,03)
- VM 1999: 100 meter (9,84 =NR)

Brons
- VM 1993: 4x100 meter (Kanada: Esmie, Gilbert, Surin och Mahorn, 37,83 NR)
- Samväldesspelen 1990: 100 meter (10,12)

## Personliga rekord
- 100 meter: 9,84 sekunder, Sevilla, Spanien, 22 augusti 1999 (delat kanadensiskt rekord)
- 200 meter: 20,21, Bryssel, Belgien, 3 september 1999 (näst bäst i Kanada genom tiderna)
- Längdhopp: 8,03, Houston, Förenta Staterna, 30 maj 1987